# São Pedro de Itabapoana

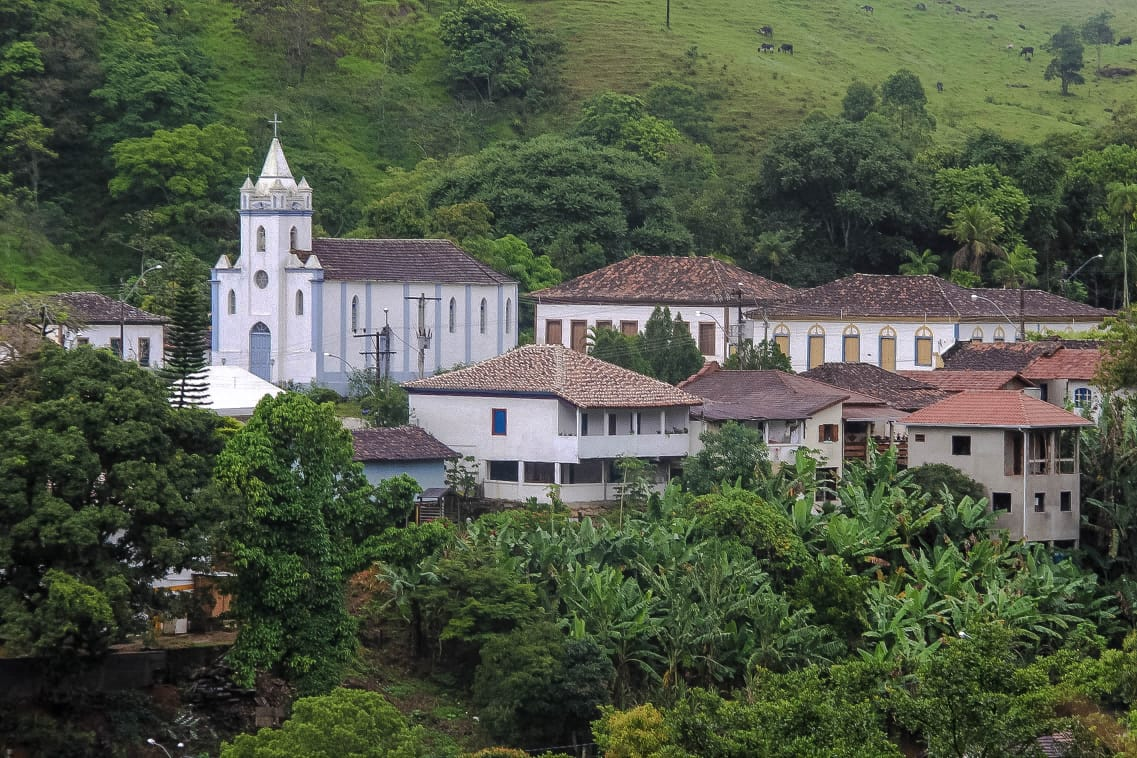
Sítio Histórico de São Pedro de Itabapoana, Espírito Santo.

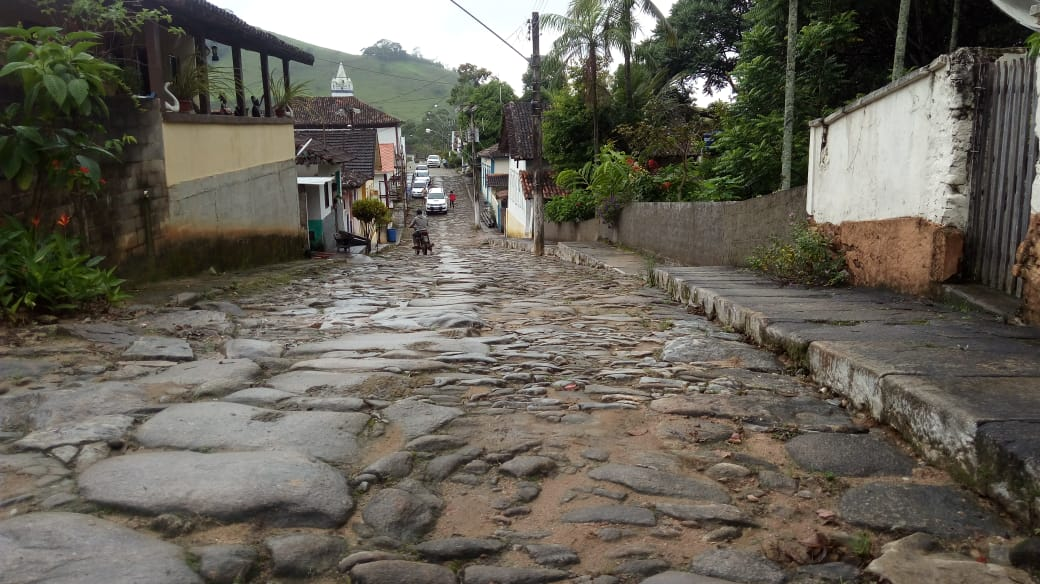
As ruas de pé de moleque

São Pedro de Itabapoana é um distrito do município de Mimoso do Sul, no Espírito Santo . O distrito possui  cerca de 1 300 habitantes e está situado na região sudoeste do município .

## História
O início da ocupação moderna dessa região se deu em meados do século XIX, a partir da abertura de várias fazendas, em especial a Fazenda São Pedro por Manoel Joaquim Pereira por volta de 1952 e a Fazenda Mimoso pelo capitão Ferreira da Silva em 1858. Neste ínterim, formou-se a freguesia de São Pedro de Cachoeiro de Itapemirim, a partir do Decreto Provincial nº 11, de 16 de julho de 1856, subordinada à Vila de Itapemirim. Esta freguesia englobava tanto a região que depois se tornou Cachoeiro de Itapemirim, como as referidas fazendas São Pedro e Mimoso.

Mais adiante, a região das fazendas tornou-se a freguesia de São Pedro de Itabapoana, pelo Decreto Provincial nº 4, de 26 novembro de 1863. No ano seguinte, esta freguesia ficou subordinada à Vila de São Pedro do Cachoeiro de Itapemirim, desmembrada da Vila de Itapemirim pelo Decreto Provincial nº 11, de 23 de novembro de 1864.
Na segunda metade do século XIX a cultura cafeeira e escravista cresceu na região, impulsionando a que a freguesia fosse elevada à Vila de São Pedro de Itabapoana, pela Lei Provincial nº 1, de 19 de julho de 1887, desmembrada da Vila de São Pedro de Cachoeiro de Itapemirim.

Com a Proclamação da República e, assim, a reestruturação político-administrativa do país, algumas vilas e freguesias tornam-se municipalidades. A Vila de São Pedro de Itabapoana foi então instituída como município pelo Decreto estadual nº 103, de 05 de junho de 1890, denominado como Monjardim. No entanto, foi restabelecida a denominação São Pedro de Itabapoana pelo Decreto estadual de 01 de março de 1892 .

Até o final do século XIX, formou-se uma elite branca de ricos fazendeiros na região e desta classe surgiram lideranças políticas fortes, concentradas na sede de São Pedro de Itabapoana. Mas, com a chegada da Estrada de Ferro até os povoados de Ponte de Itabapoana e de Mimoso, o desenvolvimento do município começa a se tornar maior nestas outras localidades e surgem elites econômicas e políticas também neste eixo do território.

Até a década de 1930, houve uma série de disputas entre estas elites, resultando na criação do distrito de Ponte de Itabapoana, a transferência da sede do município para o povoado de Mimoso e a substituição do nome do município para Mimoso do Sul, pela Lei estadual nº 1726, de 03 de janeiro de 1930. Com isso, o distrito de São Pedro de Itabapoana entrou em decadência e seu desenvolvimento praticamente parou no tempo, o que possibilitou que diversas edificações ainda do século 19 se mantivessem preservadas.

## O Sítio Histórico
O núcleo central do distrito de São Pedro de Itabapoana foi instituído como Sítio Histórico entre 1986 e 1987, pelo Conselho Estadual de Cultura e a Secretaria Estadual de Cultura (SECULT) do governo do estado do Espírito Santo, através do tombamento de 41 casas, do edifício que funcionou como câmara e cadeia, da Igreja e o calçamento em pé-de-moleque na área central .

Além do patrimônio edificado, o distrito de São Pedro do Itabapoana tem outras tradições culturais mobilizadas até hoje, como as músicas tocadas ao som da sanfona e da viola. Aliás, desde 1998 acontece anualmente no distrito o Festival de Inverno da Sanfona e Viola, atraindo pessoas dos mais variados lugares do Espírito Santo e estados vizinhos.